# Jag vill i denna stund
Jag vill i denna stund  är en gammal nattvardspsalm i fem verser, med den ursprungliga titelraden "Jagh wil i alla stund". Texten skrevs av Johannes Olearius 1665 och översattes av Petrus Brask 1679. Redan i 1767 års utgåva av 1695 års psalmbok anges upphovsmannen vara "D. Olearius".
Psalmen inleds 1695 med orden:
Jagh wil i alla stund
Min Gudh af hiertans grund
Melodin finns nedtecknad i Schöne kurzweilige teutsche Lieder, som från början är profana kompositioner som bearbetats till koraler för kyrkligt bruk. I 1697 års koralbok anges att melodin är samma som till den dåtida tonsättningen till psalmen Gläd dig, du Kristi brud (nr 116). Melodin (D-moll 2/2 eller E-moll 4/4) är av Jakob Regnart från 1574 och anges i 1697 års koralbok därtill att vara samma melodi som till psalmerna O Herre, vem skall bo (nr 41), Så skön och ljuvlig är (nr 76), Sorgen för glädien går (nr 286), O Jesus, rik av nåd (nr 292) och På min HErre Gudh allen (nr 385). Enligt 1921 års koralbok med 1819 års psalmer bearbetade Bartholomäus Gesius 1605 Jakob Regnarts profana melodi till en koral, men denna insats finns inte omnämnd i någon annan psalmbok. Däremot anges fortfarande att psalmen sjungs till samma melodi som "Gläd dig, du Kristi brud" med flera (1819 nr 176, 315, 325 och 458), vilket också framgår av 1937 års psalmbok då de övriga psalmerna med samma melodi därtill består av nr 207, 223, 275 och 550.

## Publicerad i
- Den svenska psalmboken 1694 som nummer 19 under rubriken "Om Herrans Nattward".[1]
- Den svenska psalmboken 1695 som nummer 18 under rubriken "Catechismus författad i Sånger: Om HErrans Nattward". Har samma ton (melodi) som nr 124 Gläd dig du helga Kristenhet.
- Den svenska psalmboken 1819 som nummer 156 under rubriken "Nådens medel: Sakramenten: Nattvarden".
- Sionstoner 1935 som nummer 267 under rubriken "Nådens medel: Nattvarden".
- Den svenska psalmboken 1937 som nummer 192 under rubriken "Nattvarden".